# Brevidorsum
Brevidorsum is een geslacht van uitgestorven dissorofoïde temnospondyle Batrachomorpha (basale 'amfibieën') binnen de Euskelia en de familie Dissorophidae.
De typesoort is Brevidorsum profundum benoemd door Robert L. Carroll in 1964, op basis van holotype MCZ 3250, een skelet uit het Vroeg-Perm van Archer County in Texas.